# Femke Halsema
Femke Halsema (Haarlem, 25 aprile 1966) è una politica olandese, sindaca di Amsterdam dal 12 luglio 2018, prima donna a rivestire tale ruolo.

## Biografia
Ha studiato criminologia e sociologia del diritto all'Università di Utrecht. Dal 1993 al 1997 ha lavorato presso la Wiardi Beckman Stiching, l'istituto scientifico del PvdA.
Nel 1998 è stata eletta al parlamento olandese per Sinistra Verde. Durante il primo mandato del governo di Jan Peter Balkenende, è stata una portavoce legale del gruppo di Sinistra Verde e ha fortemente criticato la nuova legislazione sugli stranieri. Dal novembre 2002 è leader del gruppo. Alla fine del 2003, si è temporaneamente dimessa da questo incarico quando è diventata madre di due gemelli.
È considerata appartenente alla sinistra liberale (anche se preferisce definirsi "liberale"). Questa immagine è stata rafforzata nel 2005 dalla pubblicazione del manifesto Vrijheid eerlijk delen (lett. "Condividere la libertà onestamente"). Nel gennaio 2006, è stata nominata "Liberale dell'anno" dal JOVD, l'organizzazione giovanile del VVD.
Alle elezioni legislative olandesi del 2006 ha corso come principale candidata del suo partito. Sempre alle elezioni legislative del 9 giugno 2010, ha guidato la lista dei candidati di Sinistra Verde. In queste elezioni, il partito è riuscito ad aumentare il numero dei seggi parlamentari da 7 a 10, senza però soddisfare l'ambizione di partecipare alla coalizione di governo. Il 17 dicembre 2010, Halsema annuncia il suo ritiro dalla politica, lasciando la presidenza del gruppo a Jolande Sap. Il 10 gennaio 2011 ha lasciato la Tweede Kamer.
Prima della formazione del governo Rutte II dopo le elezioni legislative del settembre 2012, è stata proposta da Lodewijk Asscher (PvdA) come possibile ministro, venendo respinta dal partner della coalizione VVD.
Dopo aver lasciato la politica, ha lavorato come giornalista, ha ricoperto incarichi di insegnamento temporaneo nelle Università di Tilburg e Utrecht, è stata membro di diversi organi di supervisione nel settore pubblico o privato e ha partecipato a varie produzioni televisive.
Dal 12 luglio 2018 è sindaca di Amsterdam.

## Vita privata
Halsema vive ad Amsterdam con il documentarista televisivo Robert Oey, che ha realizzato il film De Leugen a cui ha partecipato anche Halsema (in parte cantando). Insieme hanno una figlia e un figlio, gemelli.